# Molenbeek-Ter Erpenbeek
A Molenbeek-Ter Erpenbeek belga folyó, a Dender egyik mellékfolyója. A folyó forrása Godveerdegem település közelében található, Herzele és Erpe-Mere települések érintésével Hofstade közelében ömlik a Denderbe. Nem összekeverendő az ugyanott található Molenbeek folyóval.

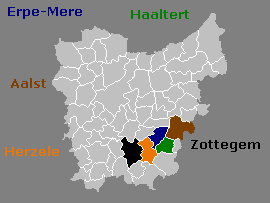
A Molenbeek vízgyűjtő területére eső települések Aalst arrondissementben: Zottegem, Herzele, Haaltert, Erpe-Mere, és Aalst

A Molenbeek vízgyűjtő területe teljes egészében Kelet-Flandria tartományban található és kiterjed Zottegem (Godveerdegem, Erwetegem, Grotenberge), Herzele (Herzele, Saint-Lievens Esse, Woubrechtegem, Ressegem), Haaltert (Heldergem , Kerksken, Haaltert), Erpe-Mere (Aaigem, Mere, Erpe) és Aalst (Aalst, Hofstade) települések területére. A vízgyűjtő terület teljes nagysága kb. 54,74km². Mellékfolyói a Plankebeek, Meilegembeek, De Burg, 's Heerendijkbeek, Grep, Holbeek, Steenbeek és a Zijpbeek.